# Panopée (fils de Phocos)
Pour les articles homonymes, voir Panopée.
Dans la mythologie grecque, Panopée est un Phocidien.
Il est fils de Phocos et d'Astérodia, et le père d'Épéios,. Il est donc le cousin d'Achille. Compté parmi les chasseurs du sanglier de Calydon,, il est également l'ami d'Amphitryon, avec lequel il combat les Taphiens pour venger les frères de la future compagne de son ami, Alcmène.
D'après Pausanias (X, 4), il laisse son nom à la cité de Panopée.